# Johann Nikolaus Bach
Pour les articles homonymes, voir Bach (homonymie).
Johann Nikolaus Bach (ou Johann Nicolaus Bach) (10 octobre 1669, Eisenach – 4 novembre 1753, Iéna) est un compositeur et organiste allemand de la période baroque.

## Biographie
Johann Nikolaus est le fils aîné de Johann Christoph Bach I et le cousin au deuxième degré de Jean-Sébastien Bach : ils sont de la même génération, leurs grands-pères étaient frères.
Johann Nikolaus est probablement né à Eisenach, où son père est employé comme musicien. Il fréquente l'école de latin d'Eisenach jusqu'en 1689. Il fait ses études à l'université d'Iéna, où il est l'élève de l'organiste J.M. Knüpfer, fils du Thomaskantor Sebastian Knüpfer.
Après un séjour en Italie en 1694, il devient, l'année suivante, organiste à la Stadtkirche Saint-Michel d'Iéna. Il est aussi maître de musique à l'université, où il devient, en 1719, organiste de la Kollegiatkirche. Il y participe à la révision de l'orgue constitué de trois claviers, d'un pédalier et d'une quarantaine de jeux.
Facteur d'instrument, il met également au point pour son cousin Jean-Sébastien un nouveau registre de clavecin : le Lautenwerk, imitant la sonorité du luth.
Plus tard, il rejoint l'armée danoise, avant de retourner à Iéna, où il finit sa vie.
Marié, il a plusieurs enfants dont les garçons sont tous morts en bas âge. C'est donc son assistant, époux d'une de ses filles, qui héritera à sa mort de son orgue.

## Œuvres
Parmi les quelques pièces qui ont survécu, on trouve :
- Une messe brève, influencée par le compositeur italien Antonio Lotti, et dans laquelle le choral Allein Gott in der Höh sei Ehr (de) se superpose en polyphonie au texte liturgique en latin[1].
- Deux préludes de choral sur Nun freut euch lieben Christen g'mein.
- Un Singspiel, Der jenaische Wein und Bierrufer (le marchand ambulant de bière et de vin d'Iéna) de style italianisant[1] et ayant la forme d'un quodlibet dans la tradition des étudiants d'Iéna.

## Discographie
- Messe Allein Gott in der Höh sei Ehr dans Sacred Music of the Bach Family Helmuth Rilling Bach Ensemble Hänssler Classics